# Privatbrauerei Ernst Barre

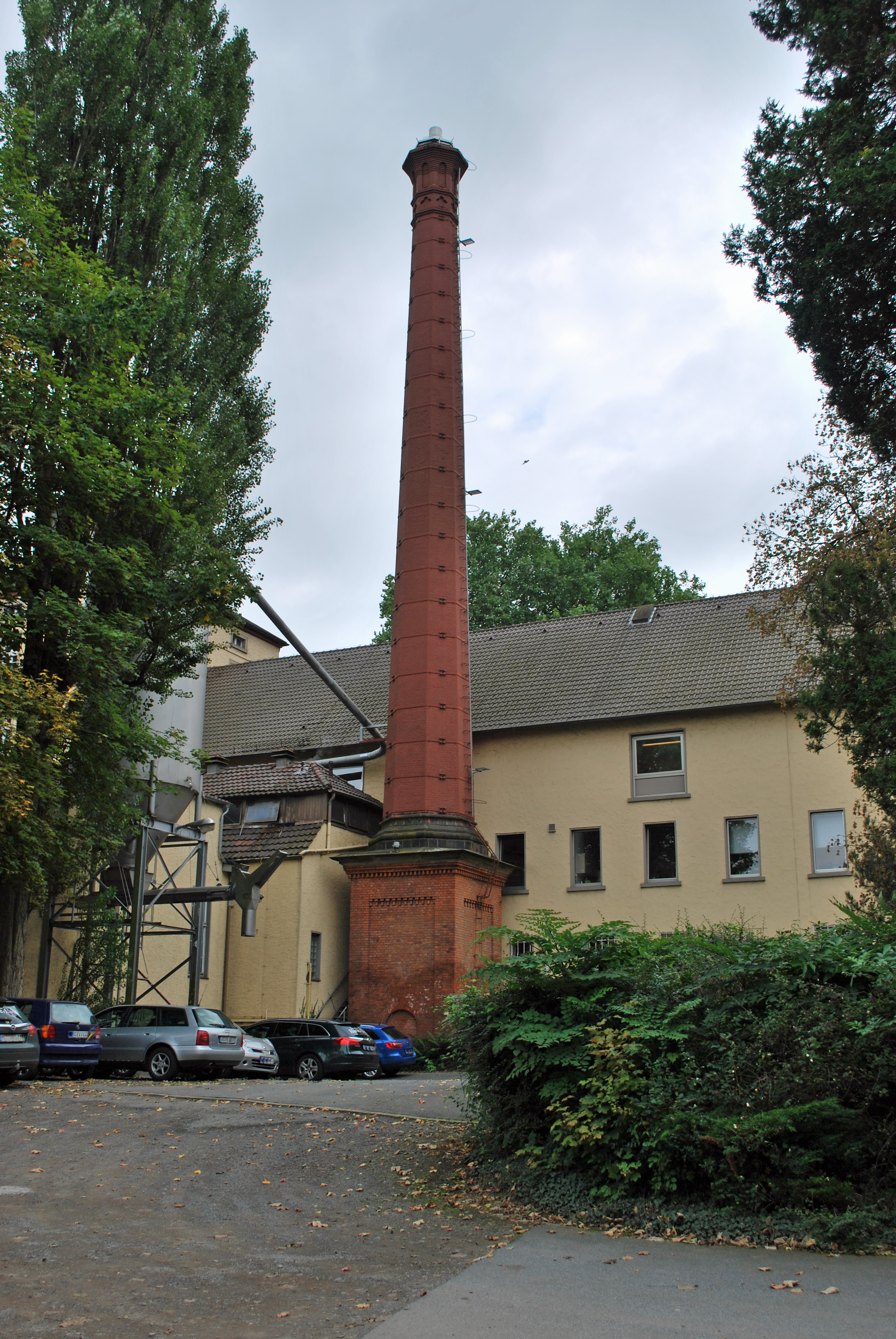
Barre Brauerei

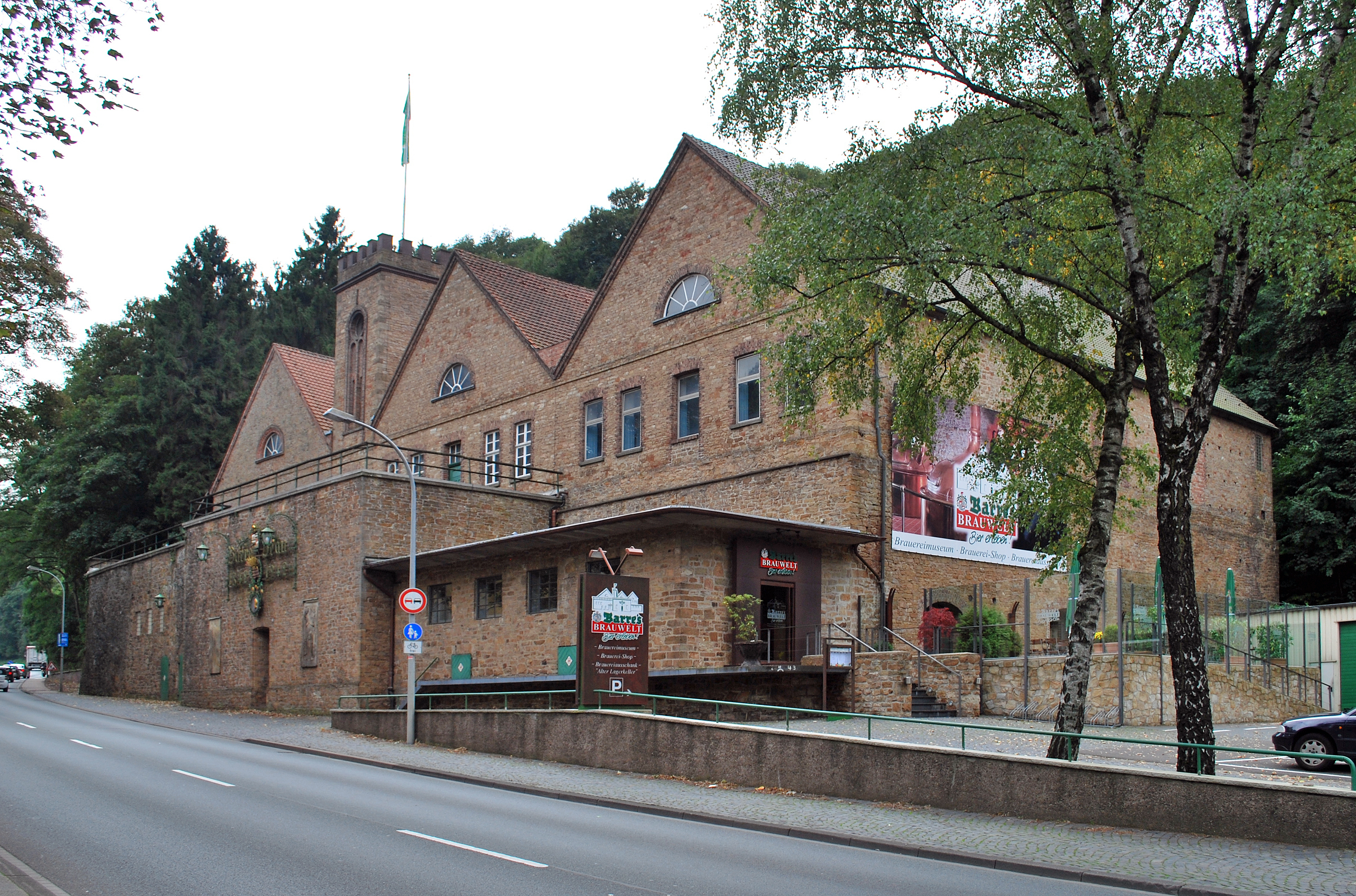
Brauereimuseum

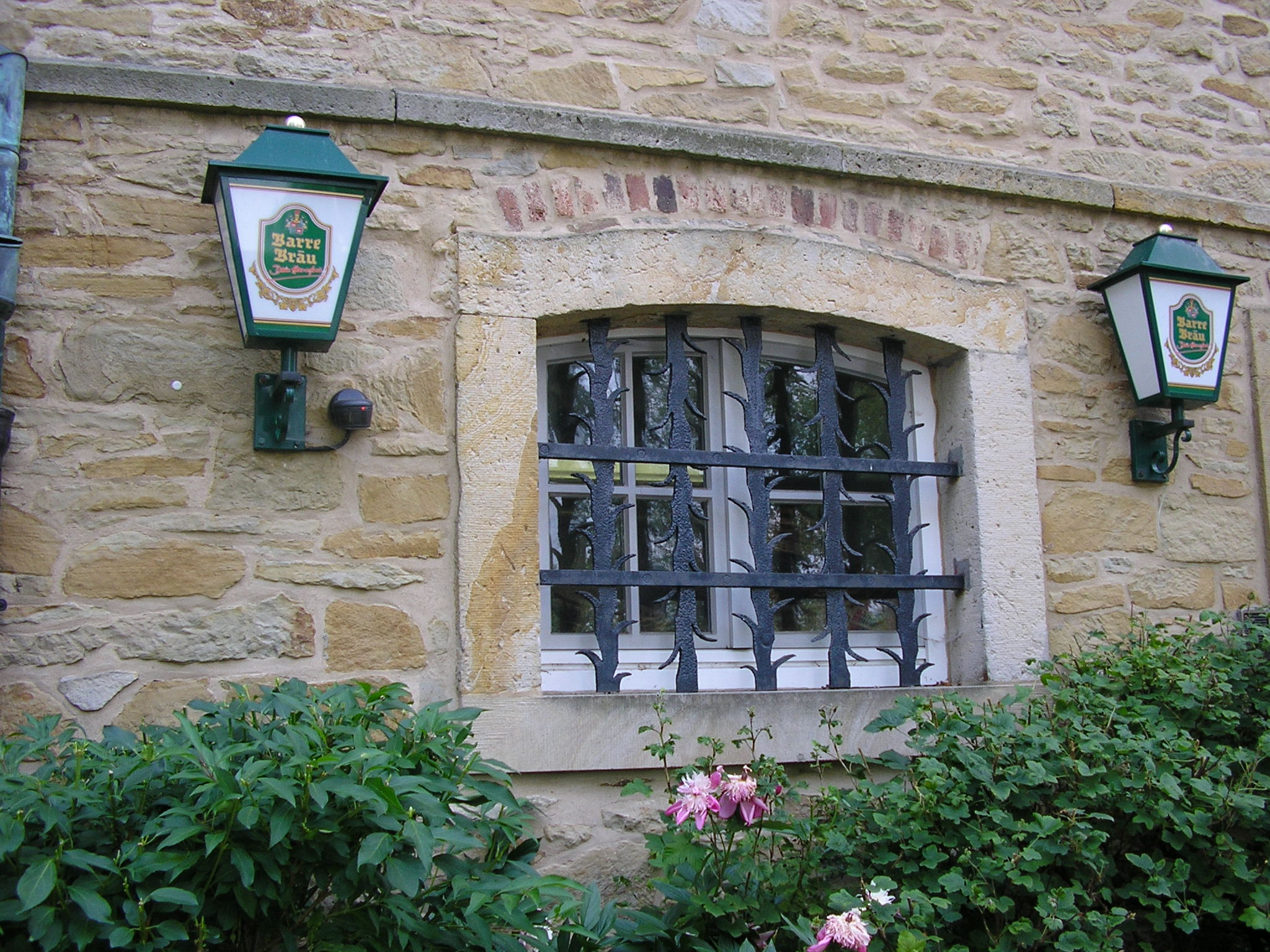
Das Vertriebsgebiet der Brauerei reicht über die Grenzen des Landkreises. Hier eine Gaststätte mit Barre-Ausschank in der Diedrichsburg, in den Meller Bergen

Die Privat-Brauerei Ernst Barre GmbH, (Eigenschreibweise: PRIVAT-BRAUEREI ERNST BARRE) (kurz: Barre Bräu) ist eine Brauerei in Lübbecke.
Gemessen am Bierausstoß gehört das Unternehmen neben dem direkten Konkurrenten, der Herforder Brauerei, zu den größten Brauereien in Ostwestfalen und ist somit regional prägend. Die Brauerei liegt am nach Süden führenden Pass über das Wiehengebirge in Lübbecke am Fuße des Reineberges und ist seit Generationen im Familienbesitz.
Die regionale Verflechtung führt zu zahlreichen von der Brauerei gegründeten oder unterstützten Volksfesten wie dem seit 1954 stattfindenden Bierbrunnenfest in Lübbecke. Die Brauerei ist Gründungsmitglied der Initiative Die Freien Brauer, eines Zusammenschlusses von mittelständischen Privatbrauereien.
Barre Bräu ist nicht nur im Lübbecker Land bekannt, auch in den nördlich und westlich angrenzenden Teilen von Niedersachsen findet man die Produkte in der Gastronomie und im Handel. Im südlich gelegenen Kreis Herford hat Barre ebenfalls eine gewisse Bedeutung.
Im Jahre 2014 wurde eine Verwicklung der Brauerei in illegale Preisabsprachen publik, von deren Anschuldigungen sie im Jahre 2022 jedoch freigesprochen wurden.

## Geschichte
1842 gründete Ernst Johann Barre seine erste eigene Brauerei am Bergsattel in Lübbecke. Daraus entwickelte sich die Privatbrauerei Ernst Barre.
1970 gründete Barre Bräu mit anderen Brauereien und Getränkeherstellern den Vitamalz-Verbund.
Seit 2013 exportiert das Unternehmen seine Produkte in die Volksrepublik China sowie auch in die Republik China (Taiwan).
Im Jahr 2015 betrug der Ausstoß der Brauerei 130.000 Hektoliter.

## Geschäftsführung
Christoph Barre leitet das Unternehmen seit 1998 in der sechsten Familiengeneration. Dessen Vater Ernst-Ludwig Barre (1933–2021) übernahm 1965 die Geschäftsführung des Familienunternehmens. Diesem gelang es, mit der Wiedereinführung der Bügelverschlussflasche in den 1980er Jahren, den Absatz der Brauerei deutlich zu erhöhen und die wirtschaftliche Lage zu stabilisieren.

## Skandal um illegale Preisabsprachen
Im Januar 2014 verhängte das Bundeskartellamt gegen die Privatbrauerei Ernst Barre und vier weitere Brauereien wegen Preisabsprachen für Fass- und Flaschenbiere in einem Bierkartell von 2006 bis 2008 eine Strafzahlung von 106,5 Millionen Euro. Barre  bestreitet dies in einer Presseerklärung und bestätigt, in den Verhandlungen mit dem Bundeskartellamt aus wirtschaftlichen Gründen dem Bußgeld zugestimmt zu haben. Auf der Homepage des Bundeskartellamtes hingegen wird der Präsident des Bundeskartellamtes, Andreas Mundt, wie folgt zitiert: „Durch unsere [die des Bundeskartellamtes]  Ermittlungen konnten wir Absprachen zwischen Brauereien nachweisen, die überwiegend auf rein persönlichen und telefonischen Kontakten beruhten. Für Fassbier wurden die Preiserhöhungen der Jahre 2006 und 2008 in der Größenordnung von jeweils fünf bis sieben Euro pro Hektoliter abgesprochen. Für Flaschenbier wurde in 2008 eine Preiserhöhung abgesprochen, die zu einer Verteuerung des 20-Flaschen-Kastens von einem Euro führen sollte.“. Weiterhin wertete das Bundeskartellamt die Bereitschaft Barres zu einem außergerichtlichen Vergleich als klares Schuldeingeständnis. Ein Sprecher des Amtes widersprach der Aussage Barres und betonte, dass Barre an Preisabsprachen beteiligt gewesen sei.

Die beschuldigten Kölschbrauer akzeptierten die Bußgelder jedoch nicht und wurden vom Tatvorwurf freigesprochen, das Kartellamt akzeptierte diesen Freispruch jedoch nicht, letztlich urteilte der BGH, dass einer der Belastungszeugen sich „eine erklärtermaßen nicht seiner Erinnerung entsprechende Tatbeschreibung durch seine Unterschrift zu Eigen gemacht und damit andere Sitzungsteilnehmer erheblich belastet habe“, dies habe seine Glaubwürdigkeit beschädigt. Insgesamt hätten die Zeugen erkennen lassen, dass es in ihren Aussagen vor allem darum gegangen sei, ihre Strafe bzw. die ihrer Arbeitgeber zu reduzieren. Daher erfolgte eine Zurückweisung der Beschwerde des Kartellamts gegen die Freisprüche.

## Produkte

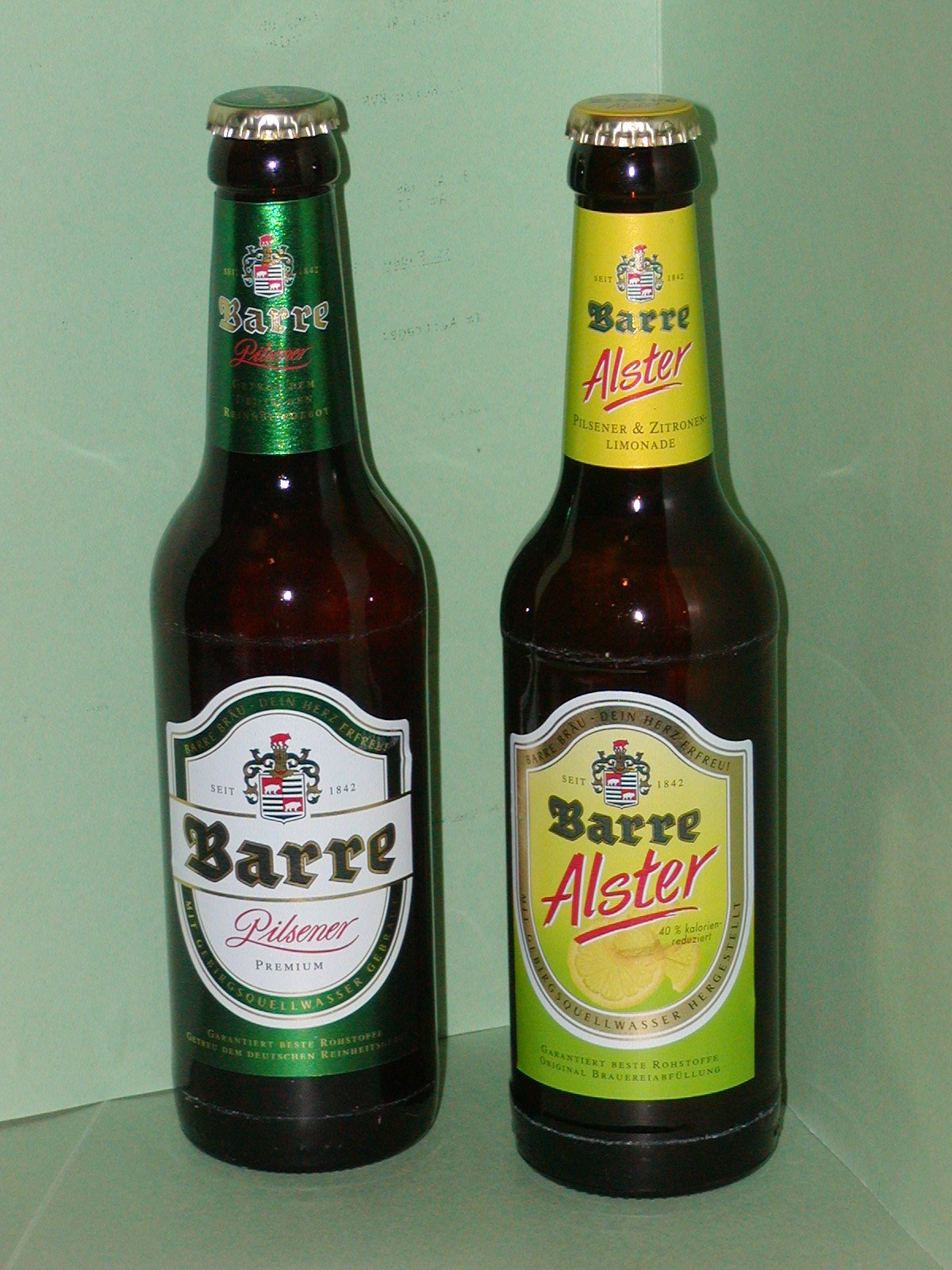
Typische Bierflaschen im Aleformat

Barre bietet zahlreiche Biersorten und Biermischgetränke an:
- Barre Pilsener
- Barre Pilsener Alkoholfrei[15]
- Barre Festbier
- Barre Dunkel
- Barre Weizen
- Barre Weizen Alkoholfrei[16]
- Barre Maibock
- Barre Alt
- Keller 1842
- Helle Freude
- Louis Barre Imperial – Bouquet Lager[17]
- Barre Natur Alster
- Barre Natur Alster Alkoholfrei[18]
- Barre Alster
- Barre Alt Schuss

Der Barre Maibock wird nur im Frühjahr angeboten, alle anderen Sorten sind ganzjährig zu beziehen.
Seit Ende 2015 produziert die Brauerei zudem Craft-Biere. Unter der Marke Barre Edition erscheinen unkonventionelle Bierspezialitäten in limitierter Auflage.
In dem Segment der alkoholfreien Getränke bietet Barre die Fassbrause an, nach fast 30 Jahren Produktionslücke. Spezifiziert in den Richtungen
- Barre Fassbrause Zitrone
- Barre Fassbrause Holunder
- Barre Fassbrause Rhabarber[21]

Weitere Produkte:
- Vitamalz (als Mitglied des Vitamalz-Verbundes)
- Schneider Weisse (als Vertriebsmarke)[6]
- Barrenia (Cola-Orangenlimonade-Mix)

## Barre’s Brauwelt
In dem seit 1985 nicht mehr genutzten Gebäude des alten Gär- und Lagerkellers der Brauerei entstand auf 1.000 m² ein Museum mit angeschlossener Schankwirtschaft und einem Souvenirgeschäft.
Seit der Eröffnung im Oktober 2001 ist es das einzige seiner Art in Ostwestfalen-Lippe. Unter den Exponaten befindet sich u. a. ein komplett eingerichteter Produktionsbetrieb mit restaurierten Brauereimaschinen und -werkzeugen. Sachkundige Führer bringen den Besuchern die Kunst des Bierbrauens und die Historie des Unternehmens im 19. und 20. Jahrhundert näher.